# Unionville Center
Unionville Center – wieś w Stanach Zjednoczonych, w stanie Ohio, w hrabstwie Union.